# Puig d'en Boix
El Puig d'en Boix és una muntanya de 168 metres que es troba entre els municipis de Palamós i Vall-llobrega, a la comarca catalana del Baix Empordà.